# Phlyctenosis vicina
Phlyctenosis vicina là một loài bọ cánh cứng trong họ Cerambycidae.